# Wanderson de Sousa Carneiro
Wanderson de Sousa Carneiro, meglio noto come Baiano (Correntina, 23 febbraio 1987), è un ex calciatore brasiliano, di ruolo difensore.

## Carriera

### Club
Nel 2011 ha firmato un contratto con scadenza nel 2015 con lo Sporting Braga.

## Palmarès

### Club

#### Competizioni nazionali
- Coppa di Lega portoghese: 1

Braga: 2012-2013
- Coppa del Portogallo: 1

Braga: 2015-2016